# Jana Sizikovová
Jana Dmitrijevna Sizikovová (rusky Яна Дмитриевна Сизикова, Jana Dmitrijevna Sizikova, * 12. listopadu 1994 Moskva) je ruská profesionální tenistka. Ve své dosavadní kariéře na okruhu WTA Tour vyhrála šest turnajů ve čtyřhře. V sérii WTA 125 vybojovala dvě deblové trofeje. V rámci okruhu ITF získala tři tituly ve dvouhře a čtyřicet čtyři ve čtyřhře.
Na žebříčku WTA byla ve dvouhře nejvýše klasifikována v červnu 2016 na 336. místě a ve čtyřhře v červenci 2023 na 40. místě.

## Tenisová kariéra
V rámci událostí okruhu ITF debutovala v únoru 2010, když na mallorském turnaji dotovaném 10 tisíci dolary postoupila z kvalifikace. V úvodním kole dvouhry podlehla Polce Katarzyně Kawaové z osmé světové stovky. Premiérový singlový titul v této úrovni tenisu vybojovala během prosince 2012 na džibutské události s rozpočtem 10 tisíc dolarů. Ve finále přehrála nejvýše nasazenou Italku Annu Florisovou, jíž patřila 245. příčka žebříčku.
Na okruhu WTA Tour debutovala únorovým St. Petersburg Ladies Trophy 2018 z kategorie Premier. V osmifinále čtyřhry přehrála s Ukrajinkou Dajanou Jastremskou Rusky Monovovou s Potapovovou. Poté je však vyřadily americko-německé turnajové dvojky Atawová s Grönefeldovou. Premiérové semifinále si zahrála o dva měsíce později v deblu Monterrey Open 2018, do nějž zasáhla po boku krajanky Valerie Savinychové. Na Letní univerziádě 2019 v Neapoli vybojovala s Ivanem Gachovem zlatou medaili v mixu a bronz si odvezla jako členka ruského týmu.
Do finále túry WTA poprvé postoupila ve čtyřhře Ladies Open Lausanne 2019. V závěrečném duelu s Potapovovou zdolaly nejvýše nasazenou australsko-čínskou dvojici Monique Adamczaková a Chan Sin-jün. Ve 24 letech tak získala první titul. Debut v hlavní soutěži nejvyšší grandslamové kategorie následoval v ženském deblu French Open 2020. V úvodním kole však s Američankou Madison Brengleovou nenašly recept na rumunský pár Andreea Mituová a Patricia Maria Țigová.

## Kauza ovlivňování zápasů
Po prvním kole čtyřhry French Open 2021 Sizikovovou zatkla 3. června 2021 francouzská policie a tenistka skončila ve vyšetřovací vazbě, z níž byla večer následujícího dne propuštěna. Důvodem se stalo podezření z ovlivňování jejího deblového zápasu na zářijovém French Open 2020. Během páté hry druhé sady byly po Evropě přijaty podezřelé sázky v hodnotě desítek či stovek tisíc eur. Sizikovová se v gamu dopustila dvou dvojchyb a pokazila další údery, což vedlo ke ztrátě hry. Vyšetřování se věnovala francouzská jednotka zaměřující se na sázkařské podvody.

## Finále na okruhu WTA Tour

### Čtyřhra: 9 (6–3)
| Legenda                           |
| --------------------------------- |
| Grand Slam (0)                    |
| Turnaj mistryň (0)                |
| Premier Mandatory & Premier 5 (0) |
| Premier (0)                       |
| International (6–3)               |

| Stav       | č. | datum             | turnaj              | kategorie     | povrch    | spoluhráčka             | soupeřky ve finále                              | výsledek         |
| ---------- | -- | ----------------- | ------------------- | ------------- | --------- | ----------------------- | ----------------------------------------------- | ---------------- |
| Vítězka    | 1. | 21. července 2019 | Lausanne, Švýcarsko | International | antuka    | Anastasija Potapovová   | Monique Adamczaková Chan Sin-jün                | 6–2, 6–4         |
| Finalistka | 1. | 6. března 2022    | Monterrey, Mexiko   | WTA 250       | tvrdý     | Chan Sin-jün            | Catherine Harrisonová Sabrina Santamariová      | 6–1, 5–7, [6–10] |
| Vítězka    | 2. | 31. července 2022 | Praha, Česko        | WTA 250       | tvrdý     | Anastasija Potapovová   | Angelina Gabujevová Anastasija Zacharovová      | 6–3, 6–4         |
| Finalistka | 2. | 16. října 2022    | Kluž, Rumunsko      | WTA 250       | tvrdý (h) | Kamilla Rachimovová     | Laura Siegemundová Kirsten Flipkensová          | 3–6, 5–7         |
| Vítězka    | 3. | 27. května 2023   | Rabat, Maroko       | WTA 250       | antuka    | Sabrina Santamariová    | Ingrid Gamarra Martinsová Lidzija Marozavová    | 3–6, 6–1, [10–8] |
| Vítězka    | 4. | červenec 2023     | Palermo, Itálie     | WTA 250       | antuka    | Kimberley Zimmermannová | Angelica Moratelliová Camilla Rosatellová       | 6–2, 6–4         |
| Vítězka    | 5. | 25. května 2024   | Rabat, Maroko (2)   | WTA 250       | antuka    | Irina Chromačovová      | Anna Danilinová Sü I-fan                        | 6–3, 6–2         |
| Vítězka    | 6. | červenec 2024     | Palermo, Itálie (2) | WTA 250       | antuka    | Alexandra Panovová      | Yvonne Cavallé Reimersová Aurora Zantedeschiová | 4–6, 6–3, [10–5] |
| Finalistka | 3. | červenec 2024     | Jasy, Rumunsko      | WTA 250       | antuka    | Alexandra Panovová      | Anna Danilinová Irina Chromačovová              | 4–6, 2–6         |

## Finále série WTA 125

### Čtyřhra: 3 (2–1)
| Legenda       |
| ------------- |
| WTA 125 (2–1) |

| Stav       | č. | datum         | turnaj             | povrch    | spoluhráčka            | soupeřky ve finále                  | výsledek         |
| ---------- | -- | ------------- | ------------------ | --------- | ---------------------- | ----------------------------------- | ---------------- |
| Finalistka | 1. | květen 2022   | Karlsruhe, Německo | antuka    | Alison Van Uytvancková | Majar Šarífová Panna Udvardyová     | 7–5, 4–6, [2–10] |
| Vítězka    | 1. | listopad 2022 | Colina, Chile      | antuka    | Aldila Sutjiadiová     | Majar Šarífová Tamara Zidanšeková   | 6–1, 3–6, [10–7] |
| Vítězka    | 2. | prosinec 2023 | Limoges, Francie   | tvrdý (h) | Cristina Bucșová       | Oxana Kalašnikovová Maia Lumsdenová | 6–4, 6–1         |